# Прислуга (телесеріал, 2018)
«Прислуга» — переважно російськомовний 12-серійний телесеріал, знятий в Україні. Серіал знято за мексиканським форматом Ellas son la Alegría del Hogar, який став основою для популярного американського комедійно-драматичного серіалу «Підступні покоївки».
Показ першого сезону серіалу на телеканалі 1+1 відбувся з 9 по 19 квітня 2018.

## Сюжет
В одному із будинків фешенебельного котеджного містечка стається вбивство покоївки Лари, у якому звинувачують молодого чоловіка Антона. Тому, його дружина Марта спеціально влаштувується працювати до того ж житлового комплексу, щоб довести невинність чоловіка. Паралельно з Мартою розслідуванням вбивства займається приватний детектив Максим, товариш Антона, а допомагають їм ще дві покоївки, Рита і Віра. У процесі розслідування новоспечені детективи розкривають безліч несподіваних таємниць про брудні справи заможних і цинічних мешканців селища.

## У ролях
Головні ролі в проекті, режисером якого виступив Бата Недич, зіграли актори: 
- Антон Денисенко,
- Валерія Ходос,
- Олег Савкін,
- Лариса Руснак,
- Борис Хвошнянський,
- Ірина Мельник,
- Анна Сагайдачна,
- Людмила Загорська,
- Володимир Канівець,
- Сергій Фролов,
- Антоніна Макарчук,
- Дар'я Трегубова,
- Дар'я Єгоркіна,
- Андрій Журба,
- Євгеній Давиденко